# Otto Haupt
Otto Haupt (ur. 8 grudnia 1896, zm. ?) – zbrodniarz hitlerowski, członek załogi obozu koncentracyjnego Stutthof i SS-Hauptscharführer.
Członek SS, który w latach 1942–1944 pełnił służbę w kierownictwie obozu w Stutthofie. Haupt był jednym z głównych uczestników egzekucji dokonywanych na terenie obozu na więźniach (zwłaszcza narodowości polskiej i żydowskiej), jeńcach radzieckich oraz schwytanych polskich partyzantach. Mordy na Żydówkach przebiegały w następujący sposób: w zaimprowizowanym gabinecie lekarskim esesman ubrany w biały kitel pozorował badania, inny w następnym pomieszczeniu ustawiał ofiarę pod ścianą przy urządzeniu do mierzenia wzrostu i w tym momencie przez otwór z sąsiedniego pokoju padał strzał w tył głowy. Ciała spalano w krematorium.
W 1964 odbył się przed zachodnioniemieckim Sądem w Tybindze proces członków załogi Stutthofu. Pozostałymi oskarżonymi byli Bernard Lüdtke i Otto Knott. 22 grudnia 1964 Haupt skazany został za morderstwa dokonywane na więźniach obozu i jeńcach radzieckich na 12 lat pozbawienia wolności (najwyższy wyrok w procesie).